# Sân bay Kalabo
Sân bay Kalabo (IATA: KLB, ICAO: FLKL) là một sân bay ở Kalabo, Zambia.

## Hãng hàng không và điểm đến
| Hãng hàng không  | Các điểm đến        |
| ---------------- | ------------------- |
| Proflight Zambia | Livingstone, Lusaka |